# ناباریداس

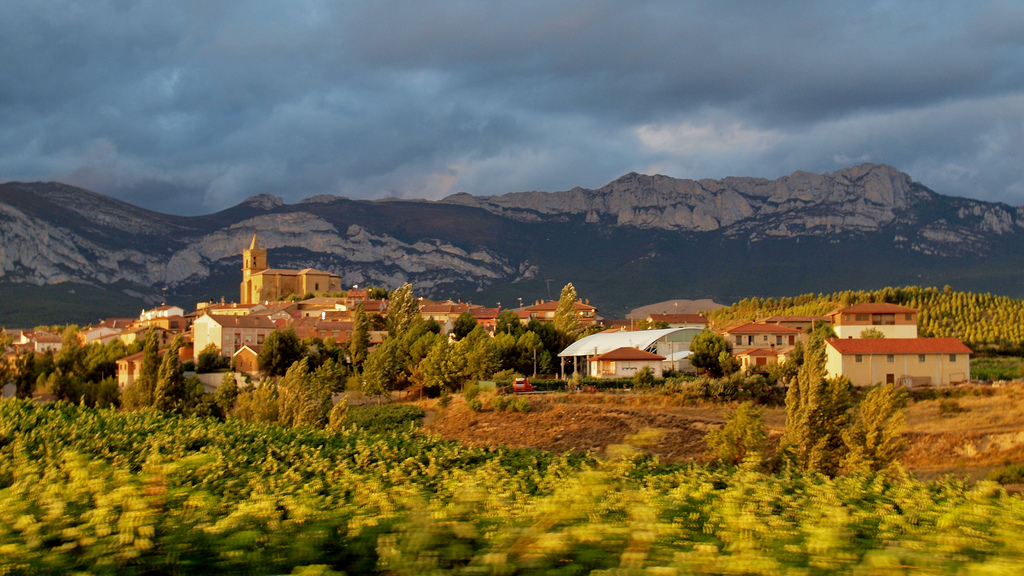
ناباریداس

ناباریداس دهستانی در استان آلابای اسپانیا است.
در این دهستان ۲۱۱ نفر زندگی می‌کنند. مساحت این دهستان ۸٫۸۵ کیلومتر مربع است.